# Ałma-KTŻ
Ałma-KTŻ (kaz. «Алма-ҚТЖ» ӘФК) – kazachski klub piłki nożnej kobiet, mający siedzibę w mieście Ałmaty, w południowo-wschodniej części kraju, występujący w latach 2000-2008 w rozgrywkach Əyelder Ligasy. 

## Historia
Chronologia nazw:
- 1997: KTŻ Ałmaty (kaz. «ҚТЖ» ӘФК (Алматы))
- 2004: Ałma-KTŻ Ałmaty (kaz. «Алма-ҚТЖ» ӘФК (Алматы))
- 2009: klub rozwiązano

Kobieca drużyna piłkarska KTŻ została założona w Ałmaty w 1997 roku. Początkowo zespół brał udział w mistrzostwach Azji Środkowej. W 2000 po raz pierwszy organizowano Mistrzostwa Kazachstanu w piłce nożnej kobiet. W debiutowym sezonie 2000 zespół zdobył historyczne zwycięstwo w Əyelder Ligasy. W kolejnych sezonach do 2008 roku zostawał niezmiennym mistrzem kraju. W sezonie 2003/04 startował w Pucharze UEFA Kobiet. W 2004 roku klub zmienił nazwę na Ałma-KTŻ. W 2007 klub pozostał bez finansowania, tak jak główny sponsor KTŻ odmówił współpracy. Klub jeszcze dwa sezony potrafił znaleźć koszty na utrzymanie, ale po zakończeniu sezonu 2008 część jego zawodników przeniosła się do Ałma-KTŻ-BIIK oraz druga część do ORMBMŻSM-2. Na początku 2009 roku klub oficjalnie został rozwiązany.

## Barwy klubowe, strój, herb, hymn
|  |  |

Klub ma barwy różowo-czarne. Piłkarki domowe spotkania zazwyczaj grają w różowych koszulkach, czarnych spodenkach oraz czarnych getrach.

## Sukcesy

### Trofea międzynarodowe
| \| \| Zdobyte trofea w rozgrywkach międzynarodowych (stan na: 31-05-2023) \| |                                                                     |      |                                    |
| Rozgrywki                                                                    | Osiągnięcie                                                         | Razy | Sezon(y)                           |
| · Liga Mistrzyń UEFA                                                         | zdobywca                                                            | 0    |                                    |
| · Liga Mistrzyń UEFA                                                         | finalista                                                           | 0    |                                    |
| · Liga Mistrzyń UEFA                                                         | 2.faza grupowa                                                      | 4    | 2004/05, 2005/06, 2007/08, 2008/09 |
| FIFA                                                                         | Zdobyte trofea w rozgrywkach międzynarodowych (stan na: 31-05-2023) |      |                                    |

### Trofea krajowe
| \| \| Zdobyte trofea w rozgrywkach Kazachstanu (stan na: 31-12-2023) \| |                                                                |      |                                                      |
| Rozgrywki                                                               | Osiągnięcie                                                    | Razy | Sezon(y)                                             |
| Mistrzostwo                                                             | I miejsce                                                      | 9    | 2000, 2001, 2002, 2003, 2004, 2005, 2006, 2007, 2008 |
| Mistrzostwo                                                             | II miejsce                                                     | 0    |                                                      |
| Mistrzostwo                                                             | III miejsce                                                    | 0    |                                                      |
| Puchar                                                                  | zdobywca                                                       | 3    | 2006, 2007, 2008                                     |
| Puchar                                                                  | finalista                                                      | 0    |                                                      |
| Kazachstan                                                              | Zdobyte trofea w rozgrywkach Kazachstanu (stan na: 31-12-2023) |      |                                                      |

## Poszczególne sezony

### Rozgrywki międzynarodowe

#### Europejskie puchary
Klub 6 razy uczestniczył w rozgrywkach europejskich.

### Rozgrywki krajowe
| \| Kazachstan \| Bilans występów klubu w rozgrywkach piłkarskich Kazachstanu (Stan na 31 grudnia 2023 r.) \| \| |                                                                                          |        |       |   |   |   |    |    |     |           |        |        |      |
| Poziom | Rozgrywki                                                                                | Sezony | Mecze | Z | R | P | B+ | B– | Pkt | Lata      | Awanse | Spadki | Naj. |
| I | Əyelder Ligasy                                                                           | 9      |       |   |   |   |    |    |     | 2000–2008 | 0      | 0      | 1    |
| | Puchar Kazachstanu                                                                       | 3      |       |   |   |   |    |    |     | 2006–2008 | 0      | 0      | 1    |
| Kazachstan | Bilans występów klubu w rozgrywkach piłkarskich Kazachstanu (Stan na 31 grudnia 2023 r.) |        |       |   |   |   |    |    |     |           |        |        |      |

## Piłkarki, trenerzy, prezydenci i właściciele klubu

### Trenerzy
- 1997–2002:  Boris Jemelin
- 2002–2005:  Natalia Doroszewa
- 2006–2008:  Boris Jemelin

## Struktura klubu

### Stadion
Drużyna rozgrywał swoje mecze domowe w Ałmaty na stadionie Centralnym, który może pomieścić 26.242 widzów.

## Kibice i rywalizacja z innymi klubami

### Derby
- Aktöbe FK
- Żas Sunkar Astana